# 난류

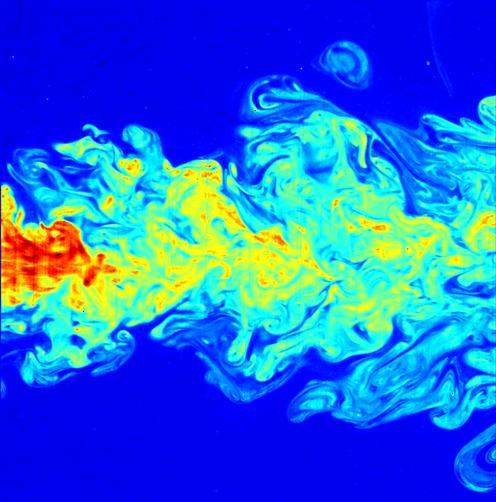
난류 유동의 시각화

유체 동역학(fluid dynamics)에서 난류(亂流, turbulent flow)는 유체 유동 중에서 "무질서하고 비정상성을 가지는 경우"를 일컫는 말이다. 난류 유동에서는 확산(molecular diffusion)이 낮고, 모멘텀 대류(convection)가 높으며, 압력 및 속도가 시간 및 공간에 따라 빠르게 변화한다. 난류가 아닌 유동은 층류(laminar flow) 또는 천이 영역 흐름이 있다.
생활에서 알기 쉬운 예로, "수도꼭지에서 흐르는 물"을 예로 들 수 있다. 수돗물은 유량이 적을 때는 똑바로 떨어지지만, 많이 틀면 갑자기 흐트러지면서 나온다. 이 때 전자가 층류, 후자가 난류이다. 생활에서 볼 수 있는 공기나 물의 유동은 거의 모두가 난류일 뿐만 아니라, 난류에서는 열이나 물질의 확산 효과가 매우 강하기 때문에 공학적으로도 매우 중요하다.
파이프라인을 설계할 경우, 난류는 층류에 비해 펌프(혹은 팬)의 에너지를 더 많이 소비한다. 반면 열교환기(heat exchanger)나 반응로(reaction vessel)를 설계할 경우에는, 난류가 열전달(heat transfer)이나 혼합을 크게 증대시킨다.

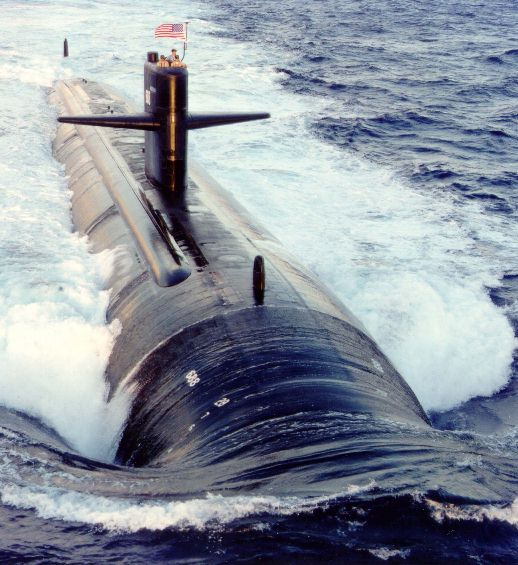
잠수함 주위의 물의 유동에서 나타난 층류와 난류

난류의 정확한 정의는 현재로서도 없으며, 수학적으로는 점성 유동에 대한 지배 방정식인 나비에-스토크스 방정식(Navier-Stokes equation)의 비정상해의 집합이라 할 수 있다. 나비에-스토크스 방정식은 그 특수해 중 일부가 구해지기는 했으나 그마저도 큰 레이놀즈 수에서는 해가 불안정하기 때문에, 난류를 해석적인 방법으로 다룰 수는 없다. 현재는 난류 문제를 푸는 방법으로, 적절한 난류 모델을 도입하여 문제를 단순화한 후 수치 시뮬레이션을 수행하는 방법이 사용되고 있으며, 이것은 전산유체역학의 중요한 세부 분야 중 하나이다.
난류 수치 시뮬레이션은 기상 예보나 자동차 등의 공력(aerodynamic) 설계로부터 노트북 PC의 냉각까지 공학적으로는 매우 폭넓게 이용되고 있다. 난류 수치 시뮬레이션을 위해서는 엄청난 계산기 성능이 요구되기 때문에, 슈퍼 컴퓨터의 중요한 용도 중 하나이다.

## 난류의 예
- 담배 연기 : 바람이 전혀 없는 조건에서, 위로 올라가는 담배 연기는 처음에는 층류이다가 갑자기 난류로 바뀐다.
- 골프공 주위의 유동 : 만일 골프공에 홈이 없이 매끈했다면 골프공 주위의 유동은 층류이었을 것이다. 골프공에 홈이 있음으로써 골프공 주위의 유동이 난류로 빨리 천이하게 된다. 이렇게 되면 표면 저항(skin friction)은 증가하지만 형상 항력(form drag)이 감소하고, 결과적으로 전체 항력도 감소한다.

## 구분 기준
층류와 난류는 레이놀즈 수(Reynolds number)에 의해서 대체로 구별할 수 있으며, 레이놀즈 수의 값이 크면 난류이다. 예를 들어 파이프 내의 유동과 같은 관수로 흐름에서는 그 기준을 레이놀즈 수 약 2,300 정도로 삼는다. 그러나 이는 대략적인 값이기 때문에, 예를 들어 레이놀즈 수 약 2,100 이하이면 층류, 4,000 이상이면 난류이고, 2900에서 4000 사이에서는 천이 유동(transition flow)으로 간주하기도 한다.
개수로 흐름에서는 {\displaystyle Re={\frac {VD}{\nu }}=2000} 이상이면 난류, 그 사이는 천이영역으로 구분한다. 이때 D는 관 직경이 아니라 개수로이므로 동수반경 R을 사용한다.

## 관수로의 난류 흐름

### 유속 분포
관수로 내 유속 분포를 알기 위해서, 프란틀(Prandtl)의 혼합 거리 이론에서부터 출발한다.
{\displaystyle \tau =\rho \kappa ^{2}y^{2}\left({du \over dy}\right)^{2}}
혼합 거리에 관한 프란틀(Prandtl)의 가정에 의하면 벽 근방에서의 전단응력은 벽면 전단 응력과 동일한 값을 갖는다. 따라서 {\displaystyle \tau =\tau _{0}}이다. 혼합 거리 이론 식을 {\displaystyle {du \over dy}}에 대해 정리하는데, 마찰속도 {\displaystyle u_{*}={\sqrt {\frac {\tau }{\rho }}}}임을 이용해서 전단 응력을 마찰 속도로 나타낸다면,
{\displaystyle {du \over dy}={\sqrt {\frac {\tau _{0}}{\rho \kappa ^{2}y^{2}}}}={\frac {u_{*}}{\kappa y}}}
적분하면 다음 식과 같이 된다.
{\displaystyle u={\frac {u_{*}}{\kappa }}lny+C\qquad \cdots (6)}
이 식은 관 벽의 상태를 전혀 가정하지 않고 유도한 식이므로 매끈한 관이건 거친 관이건 모두 적용할 수 있는 기본식이다.

### 관 중심선 유속
층류에서 유속 분포를 구할 때 썼던 좌표계를 여기서도 도입한다. 관 중심에서부터 관 벽까지의 거리를 r, 관 벽에서부터 관 중심까지의 거리를 y, 관의 반경을 R이라 한다면, 앞서 유도한 관수로 내 난류흐름 기본식으로부터 적분상수 C를 다음과 같이 표현할 수 있다. y=R에서 u=u*이므로, {\displaystyle C=u_{c}-{\frac {u_{*}}{\kappa }}lnR}. 이를 관수로 내 난류 흐름 기본식에 대입하면
{\displaystyle u={\frac {u_{*}}{\kappa }}lny+u_{c}-{\frac {u_{*}}{\kappa }}lnR}
{\displaystyle {\frac {u_{c}-u}{u_{*}}}={\frac {1}{\kappa }}ln{\frac {R}{y}}}
이제 양변에 {\displaystyle 2\pi (R-y)dy}를 곱하여 적분한다.
좌변 식은
{\displaystyle {\begin{matrix}{\frac {2\pi }{u_{*}}}\int _{0}^{R}(u_{c}-u)(R-y)dy&=&{\frac {2\pi }{u_{*}}}\int _{0}^{R}(u_{c}-u)r(-dr)\\&=&-{\frac {2\pi }{u_{*}}}\int _{0}^{R}(u_{c}-u)rdr\end{matrix}}}
여기서 {\displaystyle V={\frac {1}{A}}\int _{A}udA={\frac {1}{\pi R^{2}}}\int _{0}^{R}u\cdot 2\pi rdr={\frac {2}{R^{2}}}\int _{0}^{R}urdr}이므로 {\displaystyle \int _{0}^{R}urdr={\frac {VR^{2}}{2}}}이다. 이것을 위 식에 대입하여 정리하면,
{\displaystyle {\text{좌 변  식}}=-{\frac {\pi }{u_{*}}}(u_{c}-V)R^{2}}
이제 우변을 적분한다.
{\displaystyle \int _{0}^{R}{\frac {1}{\kappa }}ln{\frac {R}{y}}\times 2\pi (R-y)dy={\frac {2\pi }{\kappa }}\int _{0}^{R}ln{\frac {R}{y}}(R-y)dy}
{\displaystyle t={\frac {y}{R}}}로 치환적분한다. {\displaystyle dt={\frac {1}{R}}dy}이므로,
{\displaystyle {\text{우 변  식}}={\frac {2\pi }{\kappa }}\int _{0}^{1}ln{\frac {1}{t}}(1-t)R^{2}dt={\frac {2\pi R^{2}}{\kappa }}\int _{0}^{1}(1-t)ln{\frac {1}{t}}dt}
이를 {\displaystyle \pi R^{2}B}라고 하자. {\displaystyle B={\frac {2}{\kappa }}\int _{0}^{1}(1-t)ln{\frac {1}{t}}dt=3.75}이다. κ는 Karman의 범용 상수로써, 0.4이다.
좌변 식과 우변 식을 정리하면,
{\displaystyle V=u_{c}-3.75u_{*}=u_{c}-3.75V{\sqrt {\frac {f}{8}}}}
최종적으로 관 중심선 유속 uc와 평균 유속 V의 관계를 얻을 수 있다.
{\displaystyle u_{c}=V\left(1+3.75{\sqrt {\frac {f}{8}}}\right)}
실험에 의하면, 상수 3.75보다 4.07이 더 잘 맞는 것으로 나타나, 식을 다음과 같이 수정한다.
{\displaystyle u_{c}=V\left(1+4.07{\sqrt {\frac {f}{8}}}\right)}
이 식은 관의 상태에 대해 전혀 가정하지 않고 시작했으므로, 거친 관이든 매끈한 관이든 사용할 수 있다.

### 매끈한 관과 거친관
매끈한 관과 거친 관의 구분은 간단치 않으나, 다음과 같은 기준으로 구분한다.
- 매끈한 관 : {\displaystyle {\frac {u_{*}e}{\nu }}<5\quad \left({\frac {e}{\delta }}<{\frac {1}{4}}\right)}
- 천이 영역 : {\displaystyle 5<{\frac {u_{*}e}{\nu }}<70\quad \left({\frac {1}{4}}<{\frac {e}{\delta }}<6\right)}
- 완전히 거친 관 : {\displaystyle 70<{\frac {u_{*}e}{\nu }}\quad \left(6<{\frac {e}{\delta }}\right)}

#### 매끈한 관에서의 난류 흐름

##### 유속 분포
실험에 따르면 관벽 근처에서만 적용하던 (6)번 식은 관 중심에서도 유효하다. 따라서
{\displaystyle {\begin{matrix}{\frac {u_{c}-u}{u_{*}}}&=&{\frac {1}{\kappa }}\ln {\frac {R}{y}}\\&=&{\frac {1}{0.4\log e}}\log {\frac {R}{y}}\\&=&-5.75\log {\frac {y}{R}}\\\end{matrix}}}
매끈한 관에서는 점성의 작용이 탁월하여 무차원량 {\displaystyle {\frac {u_{*}y}{\nu }}}를 이용하여 식을 변형할 수 있다.
{\displaystyle {\frac {u}{u_{*}}}={\frac {u_{c}}{u_{*}}}+5.75\log {\frac {\nu }{u_{*}R}}+5.75\log {\frac {u_{*}y}{\nu }}}
실험에 의하면 우변의 첫번째, 두번째 항의 값은 5.5이다.
{\displaystyle \therefore {\frac {u}{u_{*}}}=5.5+5.75\log {\frac {u_{*}y}{\nu }}\qquad \cdots (7)}
이 식은 완전 난류 영역에서는 잘 맞으나, {\displaystyle {\frac {u_{*}y}{\nu }}}가 작은 영역에서는 실험 결과와 잘 맞지 않는다. 이는 벽면 근처에서는 점성이 지배적이어서 층류 상태가 되므로(층류 저층) (6)번 식이 성립하지 않기 때문이다. 이때는 뉴턴의 점성 법칙을 이용해 식을 다시 만들어주어야 한다. 층류 저층에서의 유속 분포는 {\displaystyle \tau =\tau _{0}=\mu {\frac {du}{dy}}}이므로 다음 식으로 나타난다.
{\displaystyle {\frac {u}{u_{*}}}={\frac {u_{*}y}{\nu }}}

##### 마찰손실계수
매끈한 관에서의 난류 유속 분포식(7)에서 y=d/2이고 난류의 관 중심선 유속 {\displaystyle u_{c}=V\left(1+4.07{\sqrt {\frac {f}{8}}}\right)}, 마찰 속도 {\displaystyle u_{*}=V{\sqrt {\frac {f}{8}}}}이므로, 이를 정리하면 난류에서의 마찰손실계수를 구할 수 있는 식이 된다. 실험값에 의해 보정해준 최종 식은 다음과 같이 나타난다. 매끈한 관에서의 마찰계수 f는 레이놀즈 수(Re)만의 함수로 나타남을 알 수 있다.
{\displaystyle {\frac {1}{\sqrt {f}}}=2.0\log(Re{\sqrt {f}})-0.80}

#### 거친 관에서의 난류 흐름

##### 유속 분포
관수로의 난류 유속 분포식 (6)번에 의하면 {\displaystyle {\frac {u_{c}-u}{u_{*}}}=5.75\log {\frac {R}{y}}}이다. 거친 관에서는 매끈한 관과 다르게 흐름을 지배하는 인자가 점성이 아니라 관의 조도이다. 따라서 동점성계수 ν보다 관의 조도 e를 이용해 식을 변형한 뒤 실험값을 통해 보정하면 다음 식과 같이 된다.
{\displaystyle {\frac {u}{u_{*}}}=8.5+5.75\log {\frac {y}{e}}}
이 식과 조도 실험의 결과를 비교해서 결정하는 e값을 상당 조도(equivalent roughness) 또는 평균 조도라고 부른다.

##### 마찰손실계수
거친관에서의 난류 유속 분포 식에 매끈한 관에서와 마찬가지 방법으로 식을 정리한 후, 실험 결과를 통해 보정하면 다음 식을 얻는다.
{\displaystyle {\frac {1}{\sqrt {f}}}=2.0\log {\frac {d}{e}}+1.14}
거친 관에서의 마찰손실계수는 레이놀즈 수(Re)와는 무관하고 상대 조도(e/d)와만 관계 있음을 알 수 있다.

## 같이 보기
- 천이 유동
- 층류(laminar flow)
- 시상 (천문학)
- 혼돈 이론
- 유체동역학
  - 달시-바이스바하 방정식
  - 나비에-스토크스 방정식
  - 푸아죄유의 법칙
- 나비에-스토크스 존재성과 매끄러움
- 소용돌이
- 항적난기류
- 풍동
- 청천난류

## 참고 문헌
- 송재우 (2012). 《수리학》 3판. 구미서관. ISBN 978-89-8225-857-2.
- 김경호 (2010). 《수리학》 1판. 한티미디어. ISBN 978-89-6421-019-2.